# Farol de São Miguel-o-Anjo
O Farol de São Miguel-O-Anjo, também conhecido por Torre, Capela ou Ermida de São Miguel-O-Anjo, é um primitivo farol português, classificado como Imóvel de Interesse Público (IIP), que se localiza na Cantareira, Cais do Marégrafo, na freguesia da Foz do Douro, Cidade do Porto.
Primeiro edifício puramente renascentista datado, em Portugal e um dos mais antigos da Europa.

## Caracterização
Trata-se de uma torre quadrangular em cantaria de granito encimada por uma cúpula de tijolo com oito gomos, formando uma pequena abóbada, rebocada e caiada de branco, que contém uma grade de ferro a substituir a primitiva balaustrada, apoiada numa cornija lavrada, que encima as quatro paredes do edifício.
O seu interior apresenta uma forma octogonal, com três nichos com o formato de conchas, incrustados na parede do lado do rio. Em cada nicho haveria uma imagem. O central, mais alto que os outros dois tinha um pequeno altar na sua base. Uma escada em caracol, incrustada na parede junto à porta, faculta o acesso à cobertura.
Quanto ao lugar onde estaria situada a luz do farol, o edifício não mostra o mais leve sinal. Segundo alguns era no interior da torre, em frente à vidraça da janela da parede oeste, hoje tapada pelo edifício da Guarda-Fiscal, que estava posta a candeia que alumiava o farol. A comprová-lo existe um manuscrito antigo
que afirma «existir uma grimpa no topo da abóbada que servia de respiradouro ao farol»

## Cronologia

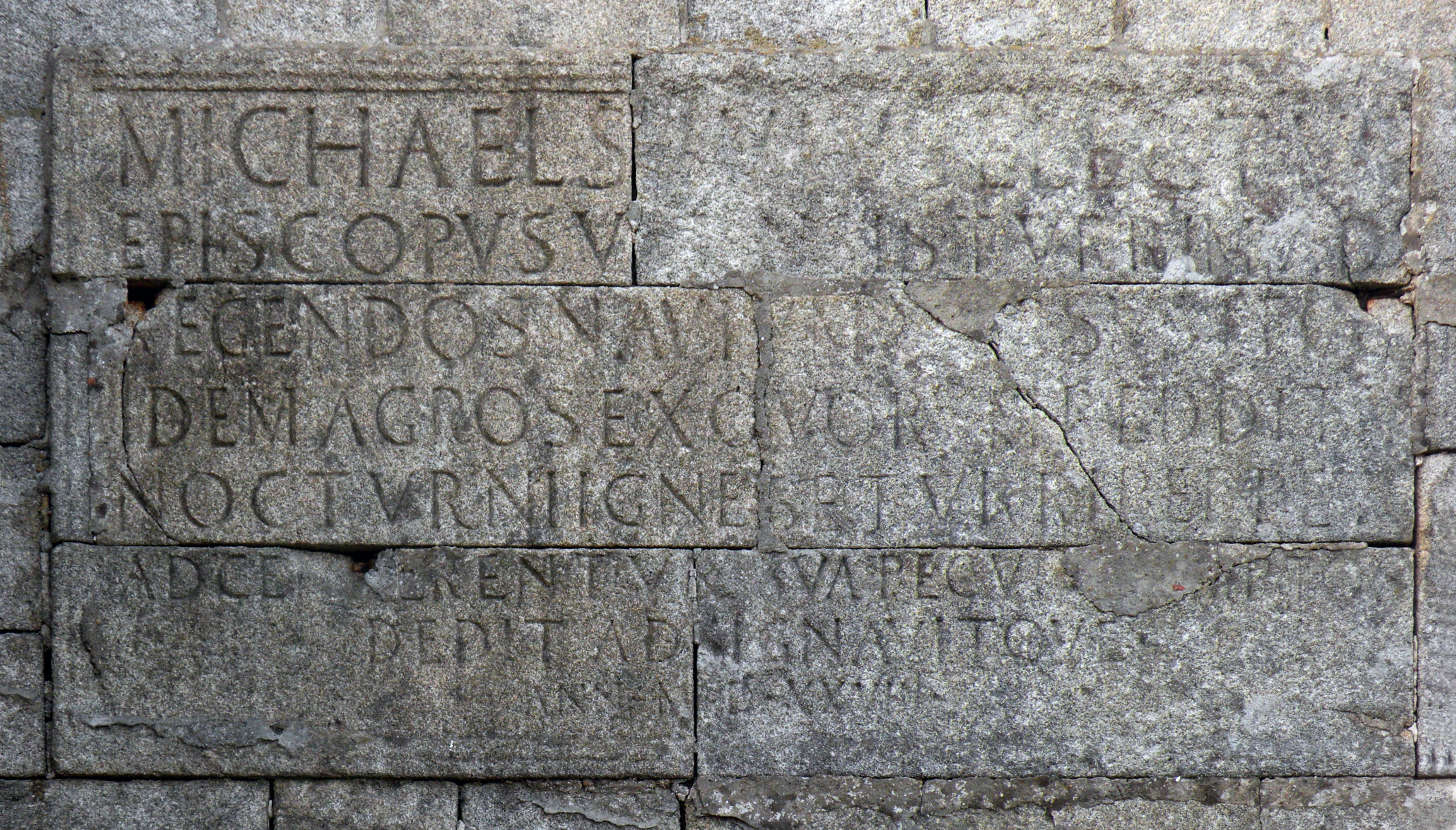
Inscrição Latina na fachada sul

Em 1527, foi mandado construir, conforme reza uma inscrição latina na parede voltada para o rio, que traduzida diz: "Miguel da Silva, bispo eleito de Viseu, mandou construir esta torre para dirigir a navegação, ele mesmo deu e consignou campos comprados com o seu dinheiro, com o rendimento dos quais foram acesos fogos de noite perpetuamente na torre, no ano de 1527".
Em 1841 foi construído um edifício anexo à Capela-Farol, para aí instalar um posto da Guarda-Fiscal.
Em 1852 foi edificada uma torre anexa, com 3 pisos, onde foi instalada uma estação telegráfica.
Em 1951 foi classificado como Imóvel de Interesse Público.

## Informações
- Operacional: Farol histórico.
- Acesso: R. do Passeio Alegre.
- Aberto ao público: Só área envolvente.
- Classificação: IIP - Imóvel de Interesse Público.
- Outras designações: Torre, Capela ou Ermida de São Miguel-O-Anjo.
- Nº IPA: PT011312050029

## Galeria de imagens

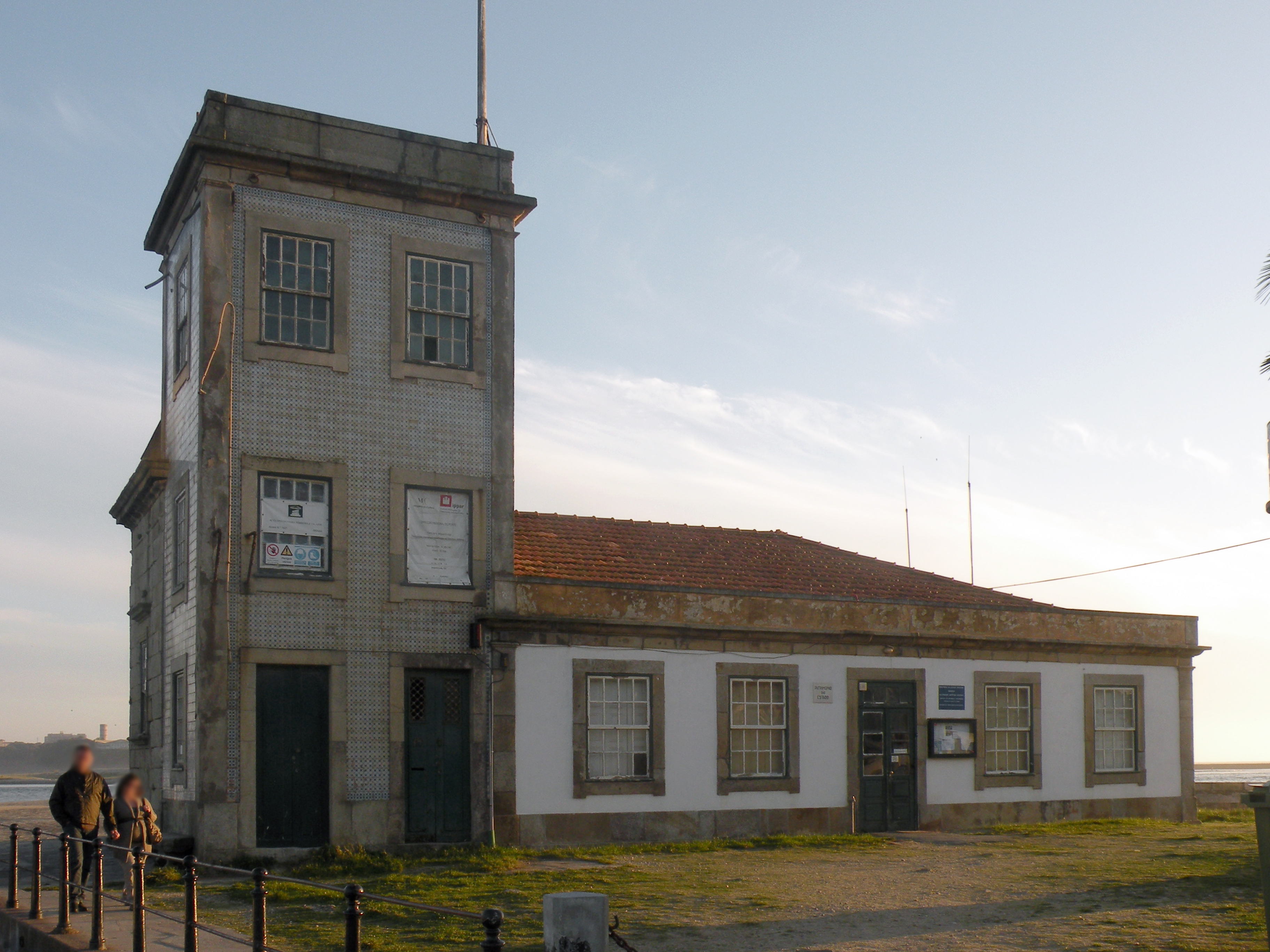
Torre do Telégrafo e Casa da Guarda-Fiscal
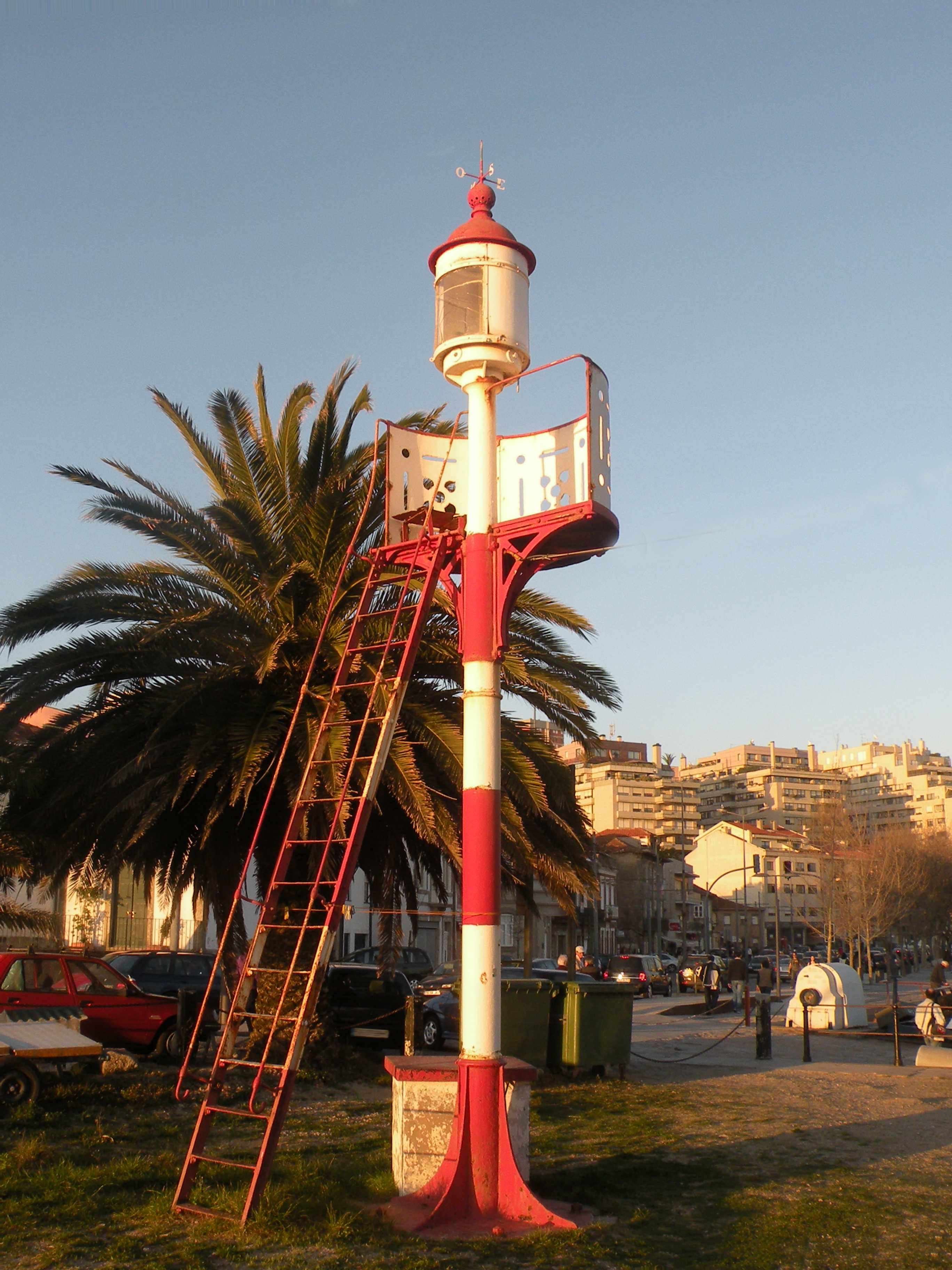
Farolim da Cantareira
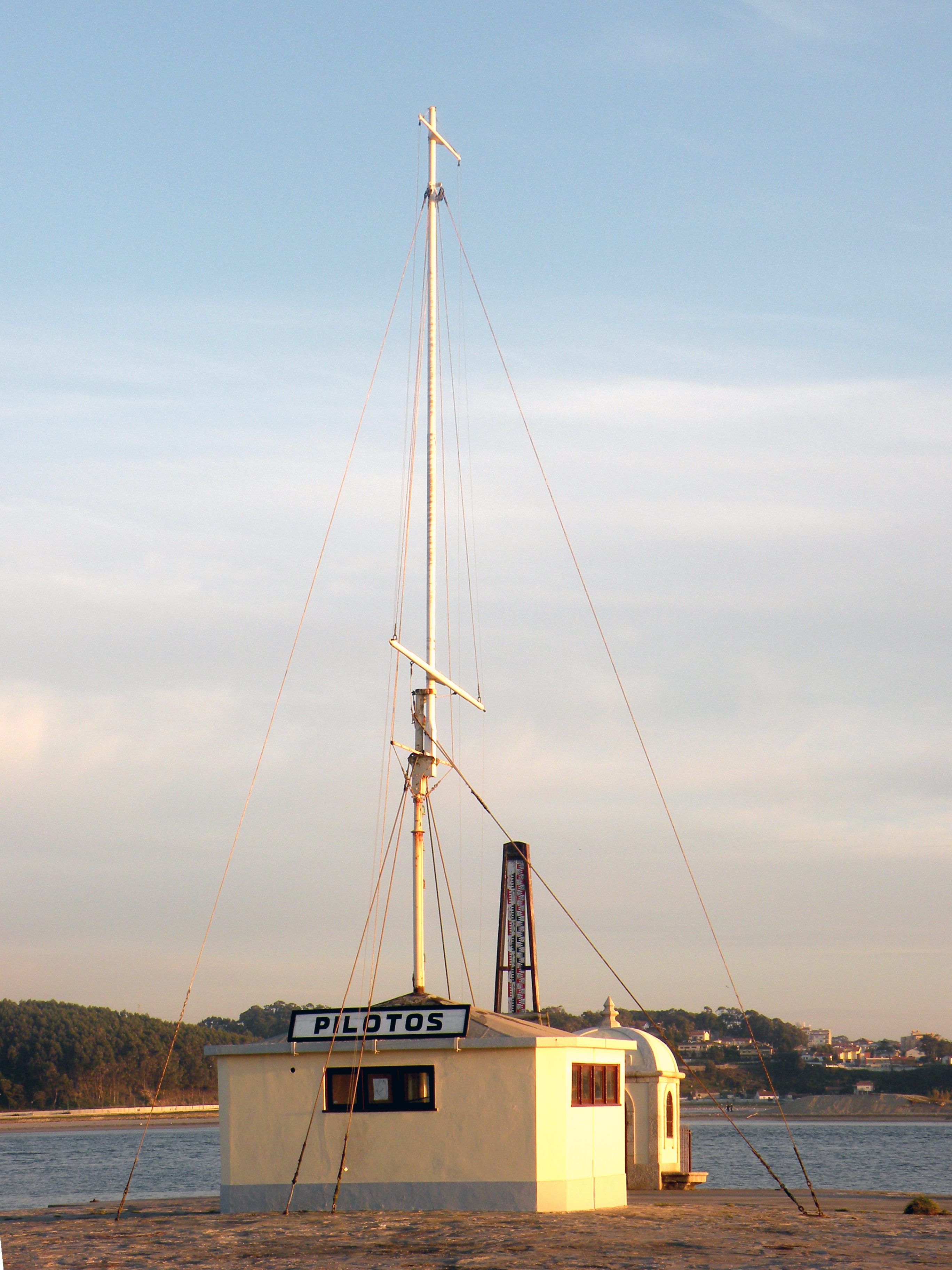
Casa dos Pilotos e mastro semafórico
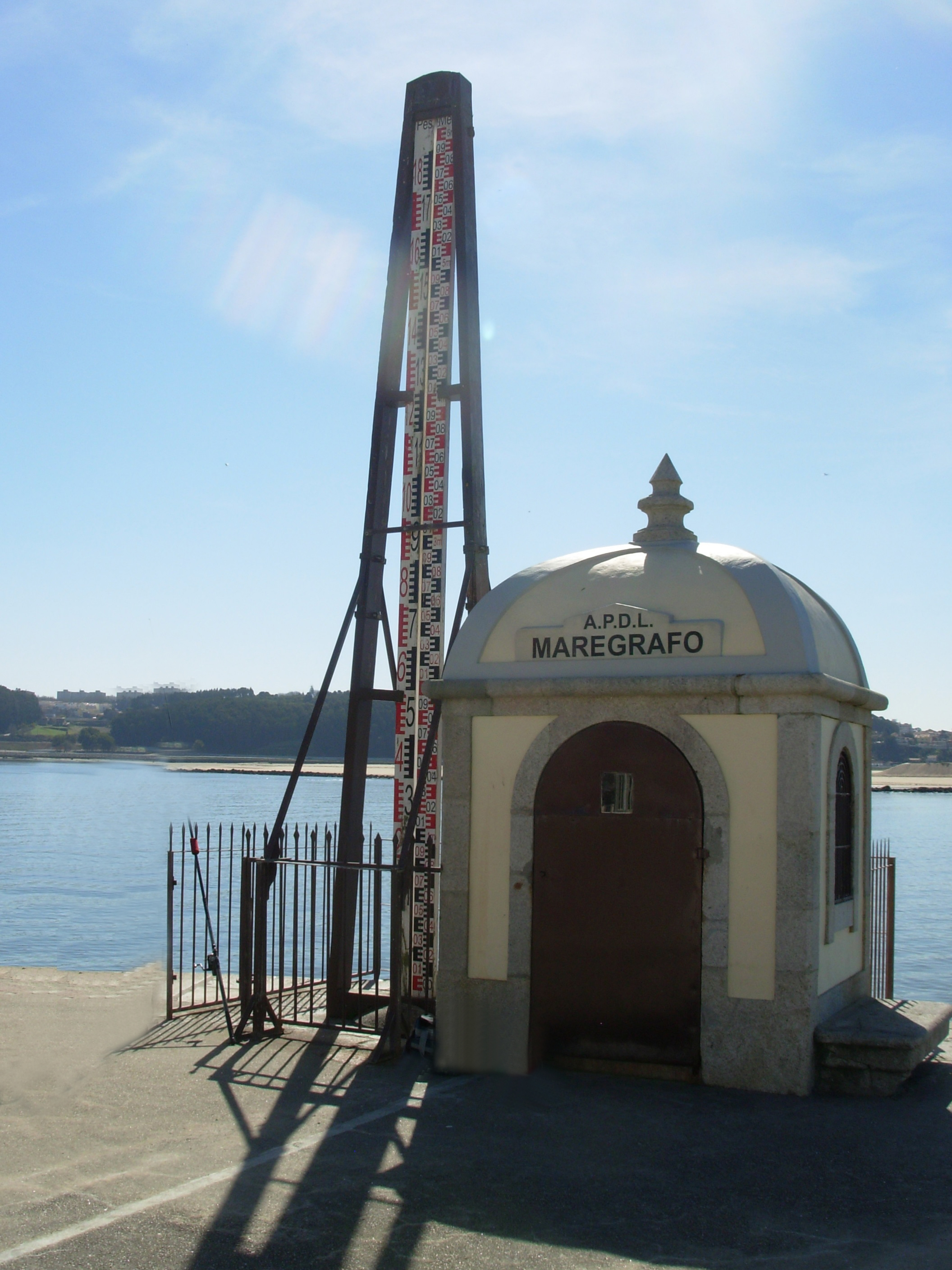
Marégrafo da Foz do Douro